# Hydra (zoologia)
Hydra Linnaeus, 1758 è un genere di cnidari idrozoi appartenente alla famiglia Hydridae, conosciuti nel complesso col nome comune di "idra".
Per le sue particolarità zoologiche (simmetria radiale, alta capacità di rigenerazione) è considerata un organismo modello.

## Descrizione
Il corpo dell'animale è sostanzialmente a forma di vaso, lungo fino a 10 mm. Presso l'apertura sono presenti dei tentacoli che estroflettendosi permettono la cattura della preda. Una volta catturata, la preda viene condotta all'interno del corpo dell'animale mediante i tentacoli e giunge nella cavità gastrovascolare. Qui avviene una digestione extracellulare grazie alla secrezione di enzimi da parte delle cellule che costituiscono il gastroderma. In seguito alla digestione, le sostanze idrolizzate (zuccheri semplici, oligoprotidi, ecc.), ridotte a molecole semplici e assimilabili dalle singole cellule) si diffondono nelle varie cellule dell'animale. Tra la cavità gastrovascolare e l'epidermide si trova una sostanza gelatinosa detta mesoglea. L'Hydra è sessile, infatti possiede nella parte inferiore del corpo una sorta di disco grazie al quale riesce ad ancorarsi ad un substrato (generalmente una pianta) e a spostarsi, sebbene molto lentamente.

## Biologia
La riproduzione di questo animale avviene per gemmazione: sul corpo si formano delle piccole gemme, che una volta staccatesi vanno incontro ad un processo mitotico che svilupperà altri individui.

## Tassonomia
Sono state descritte le seguenti specie:
- Hydra baikalensis Swarczewski, 1923
- Hydra beijingensis Fan, 2003
- Hydra brunnea Templeton, 1836 (species inquirenda)
- Hydra canadensis Rowan, 1930
- Hydra cauliculata Hyman, 1938
- Hydra circumcincta Schulze, 1914
- Hydra daqingensis Fan, 2000
- Hydra ethiopiae Hickson, 1930
- Hydra hadleyi (Forrest, 1959)
- Hydra harbinensis Fan & Shi, 2003
- Hydra hexactinella von Lendenfeld, 1886 (species inquirenda)
- Hydra hymanae Hadley & Forrest, 1949
- Hydra iheringi Cordero, 1939
- Hydra intaba Ewer, 1948
- Hydra intermedia De Carvalho Wolle, 1978
- Hydra japonica Itô, 1947
- Hydra javanica Schulze, 1927
- Hydra liriosoma Campbell, 1987
- Hydra madagascariensis Campbell, 1999
- Hydra magellanica Schulze, 1927
- Hydra mariana Cox & Young, 1973
- Hydra minima Forrest, 1963
- Hydra mohensis Fan & Shi, 1999
- Hydra oligactis Pallas, 1766
- Hydra oregona Griffin & Peters, 1939
- Hydra orientalis Annandale, 1905 (species inquirenda)
- Hydra oxycnida Schulze, 1914
- Hydra paludicola Itô, 1947
- Hydra paranensis Cernosvitov, 1935
- Hydra parva Itô, 1947
- Hydra plagiodesmica Dioni, 1968
- Hydra polymorpha Chen & Wang, 2008
- Hydra robusta (Itô, 1947)
- Hydra rubra Lewes, 1860 (species inquirenda)
- Hydra rutgersensis Forrest, 1963
- Hydra salmacidis Lang da Silveira, Souza-Gomes & de Souza e Silva, 1997
- Hydra shenzhensis Wang & Deng, 2012
- Hydra sinensis Wang, Deng, Lai & Li, 2009
- Hydra tenuis Ayres, 1856 (species inquirenda)
- Hydra thomseni Cordero, 1941
- Hydra umfula Ewer, 1948
- Hydra utahensis Hyman, 1931
- Hydra verrucosa Templeton, 1836 (species inquirenda)
- Hydra viridissima Pallas, 1766
- Hydra vulgaris Pallas, 1766
- Hydra zeylandica Burt, 1929
- Hydra zhujiangensis Liu & Wang, 2010